# Massarderie
La massarderie, dans le nord de la France et dans la partie belge du Hainaut, est l'ancien nom qui désignait au Moyen Âge la perception des impôts. 
C'est pourquoi de nombreux ouvrages analysant cette période dans cette région donnent pour source les « comptes de la massarderie ».
Ces comptes des massarderies des villes du Hainaut sont dès lors relatifs à la gestion des biens et aux revenus des villes hennuyères. Ils comprennent notamment les recettes des maltôtes qui sont des taxes levées sur la vente des marchandises, telles que les vins, les bières, etc., des vingtièmes qui sont un impôt établi sur les biens immeubles et fixé au vingtième du revenu,  et des cheminées, des loyers que les villes perçoivent sur des biens, mais aussi pour certaines villes, le paiement du logement des officiers de la garnison.
Il ne semble pas que le terme « massarderie » ait été utilisé ailleurs que dans le Hainaut historique.